# Liste der Monuments historiques in Grauves
Die Liste der Monuments historiques in Grauves führt die Monuments historiques in der französischen Gemeinde Grauves auf.

## Liste der Objekte
| Bezeichnung                  | Beschreibung                          | Standort                                   | Kennzeichnung | Schutzstatus | Datum | Bild |
| ---------------------------- | ------------------------------------- | ------------------------------------------ | ------------- | ------------ | ----- | ---- |
| Skulptur Madonna mit Kind    | Holz, 17. Jahrhundert                 | in der Kirche Nativité-de-la-Vierge (Lage) | PM51002225    | Inscrit      | 1975  |      |
| Skulptur Johannes der Täufer | Holz, farbig gefasst, bezeichnet 1656 | in der Kirche Nativité-de-la-Vierge (Lage) | PM51002224    | Inscrit      | 1975  |      |
| Kredenz                      | Holz, Marmor, 18. Jahrhundert         | in der Kirche Nativité-de-la-Vierge (Lage) | PM51002133    | Inscrit      | 1974  |      |
| Skulptur Heiliger Claudius   | Holz, bezeichnet 1656                 | in der Kirche Nativité-de-la-Vierge (Lage) | PM51002223    | Inscrit      | 1975  |      |